# Liste des pièces de collection françaises en euro émises en 2002
Liste des émissions de pièces de collection françaises en euro durant l'année 2002.
| Série                       | Thème                                                                  | Valeur faciale | Poids          | Métal            | Titrage       | Qualité | Diamètre (en mm) | Tirage annoncé | Tirage définitif |
| --------------------------- | ---------------------------------------------------------------------- | -------------- | -------------- | ---------------- | ------------- | ------- | ---------------- | -------------- | ---------------- |
| Art                         | Bicentenaire de la naissance de Victor Hugo - Gavroche                 | 20 €           | ½ oz           | Or               | 920 ‰         | BE      | 31               | 2 000          | 2 000            |
| Art                         | Bicentenaire de la naissance de Victor Hugo - Gavroche (Colorisé)      | 20 €           | 5 oz           | Argent           | 950 ‰         | BE      | 50               | 500            | 500              |
| Art                         | Bicentenaire de la naissance de Victor Hugo - Gavroche (Colorisé)      | 1€ ½           | 22,2 g         | Argent           | 900 ‰         | BE      | 37               | 10 000         | 10 000           |
| Contes des enfants d'Europe | Blanche Neige                                                          | 20 €           | ½ oz           | Or               | 920 ‰         | BE      | 31               | 1 000          | 950              |
| Contes des enfants d'Europe | Blanche Neige (Colorisé)                                               | 1€ ½           | 22,2 g         | Argent           | 900 ‰         | BE      | 37               | 15 000         | 9 761            |
| Contes des enfants d'Europe | Cendrillon                                                             | 20 €           | ½ oz           | Or               | 920 ‰         | BE      | 31               | 1 000          | 926              |
| Contes des enfants d'Europe | Cendrillon (Colorisé)                                                  | 1€ ½           | 22,2 g         | Argent           | 900 ‰         | BE      | 37               | 15 000         | 9 987            |
| Contes des enfants d'Europe | Pinocchio                                                              | 20 €           | ½ oz           | Or               | 920 ‰         | BE      | 31               | 1 000          | 1 000            |
| Contes des enfants d'Europe | Pinocchio (Colorisé)                                                   | 1€ ½           | 22,2 g         | Argent           | 900 ‰         | BE      | 37               | 15 000         | 9 928            |
| Europa                      | Union monétaire européenne                                             | 100 €          | 5 oz           | Or               | 999 ‰         | BE      | 50               | 99             | 99               |
| Europa                      | Union monétaire européenne                                             | 50 €           | 1 oz           | Or               | 999 ‰         | BE      | 37               | 2 000          | 2 000            |
| Europa                      | Union monétaire européenne                                             | 20 €           | ½ oz           | Or               | 920 ‰         | BE      | 31               | 3 000          | 3 000            |
| Europa                      | Union monétaire européenne                                             | 10 €           | ¼ oz           | Or               | 920 ‰         | BE      | 22               | 3 000          | 3 000            |
| Europa                      | Union monétaire européenne                                             | 1€ ½           | 22,2 g         | Argent           | 900 ‰         | BE      | 37               | 50 000         | 50 000           |
| Europa                      | Union monétaire européenne                                             | ¼€             | 13 g           | Argent           | 900 ‰         | BU      | 30               | 20 000         | 20 000           |
| Histoire                    | L'euro des enfants                                                     | ¼€             | 1/10 oz        | Or               | 999 ‰         | BE      | 15               | 5 000          | 5 000            |
| Histoire                    | L'euro des enfants                                                     | ¼€             | 13 g           | Argent           | 900 ‰         | BE      | 30               | 10 000         | 10 000           |
| Histoire                    | L'euro des enfants                                                     | ¼€             | 12,5 g         | Cuivre et Nickel |               | BE      | 30               | 1 000 000      | 61 431           |
| Histoire                    | 75e anniversaire de la traversée de l'Atlantique par Charles Lindbergh | 100 €          | 5 oz           | Or               | 999 ‰         | BE      | 50               | 99             | 99               |
| Histoire                    | 75e anniversaire de la traversée de l'Atlantique par Charles Lindbergh | 20 €           | ½ oz           | Or               | 920 ‰         | BE      | 31               | 1 000          | 1 000            |
| Histoire                    | 75e anniversaire de la traversée de l'Atlantique par Charles Lindbergh | 1€ ½           | 22,2 g         | Argent           | 900 ‰         | BE      | 37               | 10 000         | 10 000           |
| Monuments de France         | Mont Saint-Michel                                                      | 20 €           | ½ oz           | Or               | 920 ‰         | BE      | 31               | 1 000          | 1 000            |
| Monuments de France         | Mont Saint-Michel                                                      | 1€ ½           | 22,2 g         | Argent           | 900 ‰         | BE      | 37               | 10 000         | 9 520            |
| Monuments de France         | Montmartre                                                             | 20 €           | ½ oz           | Or               | 920 ‰         | BE      | 31               | 1 000          | 1 000            |
| Monuments de France         | Montmartre                                                             | 1€ ½           | 22,2 g         | Argent           | 900 ‰         | BE      | 37               | 10 000         | 8 096            |
| Semeuse                     | Merci le Franc                                                         | 20 €           | ½ oz           | Or               | 920 ‰         | BE      | 31               | 5 000          | 4 182            |
| Semeuse                     | Merci le Franc                                                         | 5 €            | 22,2 g / 2,7 g | Or et Argent     | 900 ‰ / 750 ‰ | BE      | 37               | 10 000         | 8 408            |
| Sport                       | Coupe du Monde de Football - Allez la France                           | ¼€             | 13 g           | Argent           | 900 ‰         | BU      | 30               | 10 000         | 9 033            |

Sources : 
- La Monnaie de Paris[1]
- Arrêtés[2],[3],[4],[5],[6],[7],[8],[9]

Légende :
- BE : Belle épreuve
- BU : Brillant universel
- oz : Once
- g : Gramme
- ‰ : Pour mille